# Travis Kelce
Travis Michael Kelce (Westlake, Ohio, 5 oktober 1989) is een Amerikaans Americanfootballspeler voor de Kansas City Chiefs (NFL). Kelce won driemaal de Super Bowl en nam negen keer deel aan de Pro Bowl. Hij heeft sinds 2023 een relatie met Taylor Swift.